# Савко Назар Остапович

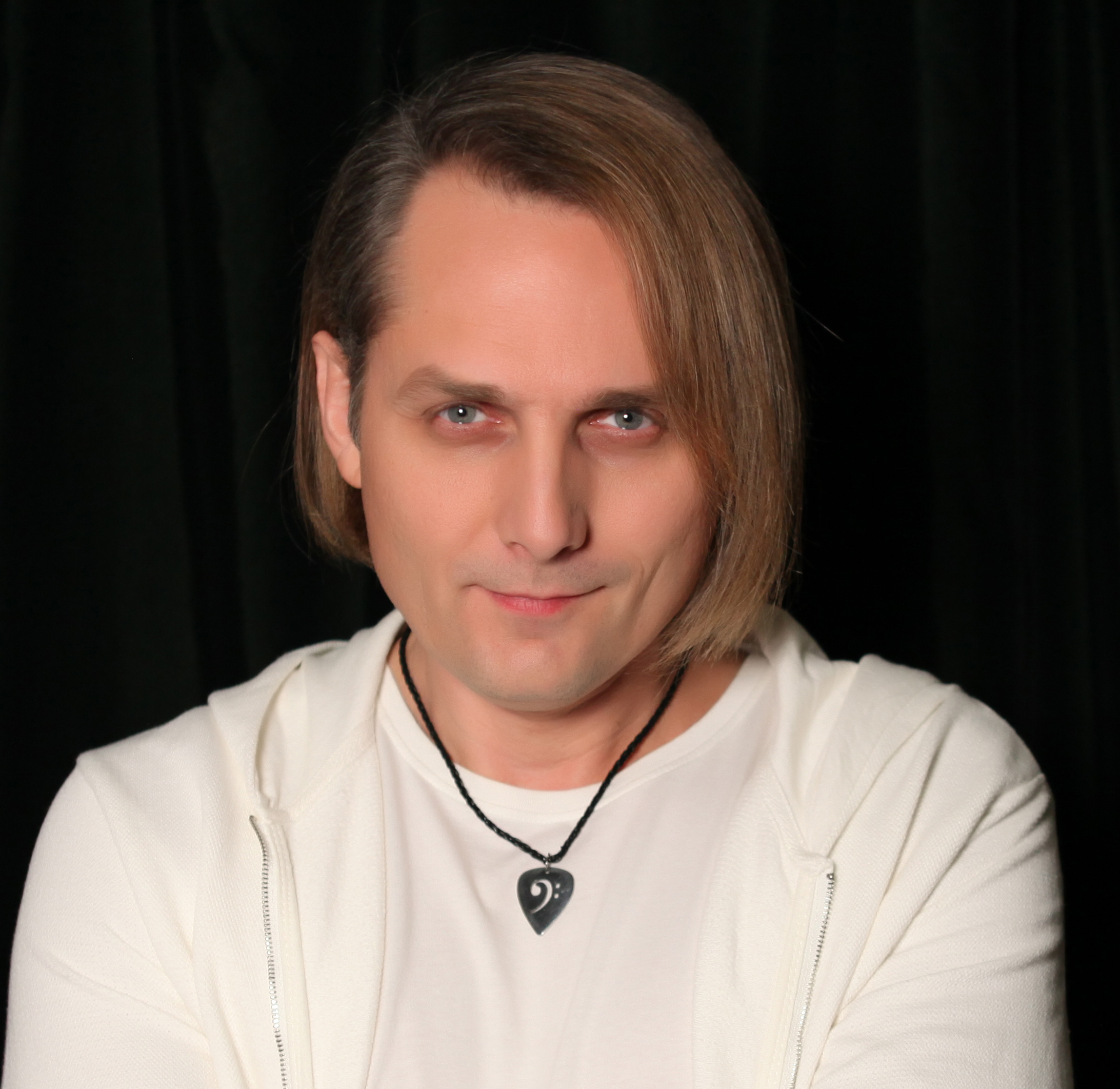

Наза́р Савко (*24 травня 1979, Львів)  — львівський співак-виконавець і композитор. Автор найпопулярніших дитячих анімаційних пісень. Фіналіст шоу «Голос країни», Заслужений артист України.

## Біографія
Назар Савко народився 24 травня 1979 у Львові. Мама — Марія Ісак — перша солістка ансамблю «Смерічка». Тато — Остап Савко, керівник ансамблів Беркут, Олеся. Дружина - Надія Савко. Діти Дарій, Мирослава, Радислава. Двоюрідний брат — Тарас Чубай.  
Випускник львівської державної музичної академії ім. М. В. Лисенка. Розпочав свою творчу кар'єру створенням бойз-бенду «Четверта спроба» у Львові.
Назар пише пісні та аранжування для багатьох співаків. Така співпраця проявилась у першому, з часів «Червоної рути», україномовному музичному фільмі «Згадати першу любов». Це також авторська робота Назара Савка, адже він виступив у фільмі актором, композитором, режисером і навіть спробував себе у ролі оператора.
У 2000 році створив музичну студію «Джерело», у якій працює досі. Пише пісні, аранжування, займається звукорежисурою. Співпрацює з балетом «Тайм-аут» з авторською шоу-програмою.

## Музична кар'єра
Керував музичною студією «Джерело» ЦТДЮГ. Був лауреатом другої премії Першого всеукраїнського фестивалю ім. Назарія Яремчука, а також фестивалів «Молода Галичина — 1995», «Веселад — 1994, 1995», «Червона рута — 2001», «Фольклорама» (Канада). Також лауреат 2-ї премії міжнародного фестивалю «Море друзів Ялта — 2003» та дипломант міжнародного фестивалю ім. Володимира Івасюка, півфіналіст вибіркового туру України на Євробачення 2005.
На ознаменування 10-річної пісенної кар'єри співак Савко випустив збірку «Ти просто слухай». Альбом об'єднав тринадцять ліричних композицій (як бонус-треки до нього увійшли також два відеокліпи). Усі пісні — слова та музика — його власного написання.
У 2012 році став учасником телевізійного вокального шоу «Голос країни — 2», де став фіналістом разом з Ангеліною Моняк,Марічкою Яремчук та Павлом Табаковим.
«Молодь співає пісні Івасюка» — збірка пісень Володимира Івасюка у виконанні Назара Савка та його вихованців.
Пісні Савка є у репертуарі Наталки Карпи, Zоряни, Андріани, Мії, Майї, гурту «Гламур».
З 2016 року пише веселі дитячі анімаційні пісні для каналу "З любов'ю до дітей". Його авторська пісенька "Булька" має на ютубі бульше 180 млн. переглядів. Вже 10те покоління дітей виростає на творчості Назара. У 2022 популяризує свій авторський ютуб канал "Savko Studio", його рубрика "Савусики" надзвичайно популярна на ютуб: https://www.youtube.com/@savkonazar
28 червня 2025 року Указом президента України 424/2025 отримав почесне звання "Заслужений артист України".

## Композиції
«Ти просто слухай», «Троянда плаче росою», «Море», «День і ніч», «Моє серце не камінь». "Булька"

### Кліпи
- Ти просто слухай
- Троянда
- Над морем
- Де любов
- Весна холодна

## Дискографія
- «Ти просто слухай»
- «Молодь співає пісні Івасюка»
- «Не руш сльозу»